# Saint-Loup-du-Dorat
Saint-Loup-du-Dorat ist eine französische Gemeinde mit 335 Einwohnern (Stand: 1. Januar 2022) im Département Mayenne in der Region Pays de la Loire in Frankreich. Einwohner der Gemeinde werden Lipudoratoirs genannt. Die Gemeinde gehört zum Arrondissement Château-Gontier und zum Kanton Meslay-du-Maine.

## Geographie
Saint-Loup-du-Dorat liegt etwa 30 Kilometer südöstlich von Laval. Umgeben wird Saint-Loup-du-Dorat von den Nachbargemeinden Beaumont-Pied-de-Bœuf im Norden, Auvers-le-Hamon im Nordosten und Osten, Bouessay im Osten und Südosten sowie Saint-Brice im Süden und Westen.

## Einwohnerentwicklung
| Jahr                       | 1962 | 1968 | 1975 | 1982 | 1990 | 1999 | 2006 | 2019 |
| Einwohner                  | 310  | 255  | 232  | 233  | 306  | 332  | 328  | 340  |
| Quellen: Cassini und INSEE |      |      |      |      |      |      |      |      |

## Sehenswürdigkeiten

Kirche Saint-Loup

- Kirche Saint-Loup